# Szakamás
Szakamás románul: Săcămaș, falu Romániában, Erdélyben, Hunyad megyében.

## Fekvése
Jófőtől keletre, a Maros bal partján futó dévai úton fekvő település.

## Története
Szakamás nevét először 1478-ban, majd 1491-ben említette oklevél p. Zakamas néven, mint Déva vár tartozékát és Jófő város birtokát, és ekkor említették egy idevaló, (valószínűleg nemes) lakosának Zakamasy Péternek nevét is.
Későbbi névváltozatai: 1733-ban Szakamás, 1750-ben Szekemas, 1808-ban Szakamás, Szekemas, 1861-ben Szakomás, 1888-ban Szakamás (Szekemás), 1913-ban Szakamás.
A trianoni békeszerződés előtt Hunyad vármegye Marosillyei járásához tartozott.
1910-ben 526 lakosából 5 magyar, 503 román volt. Ebből 519 görögkeleti ortodox volt.

## Források

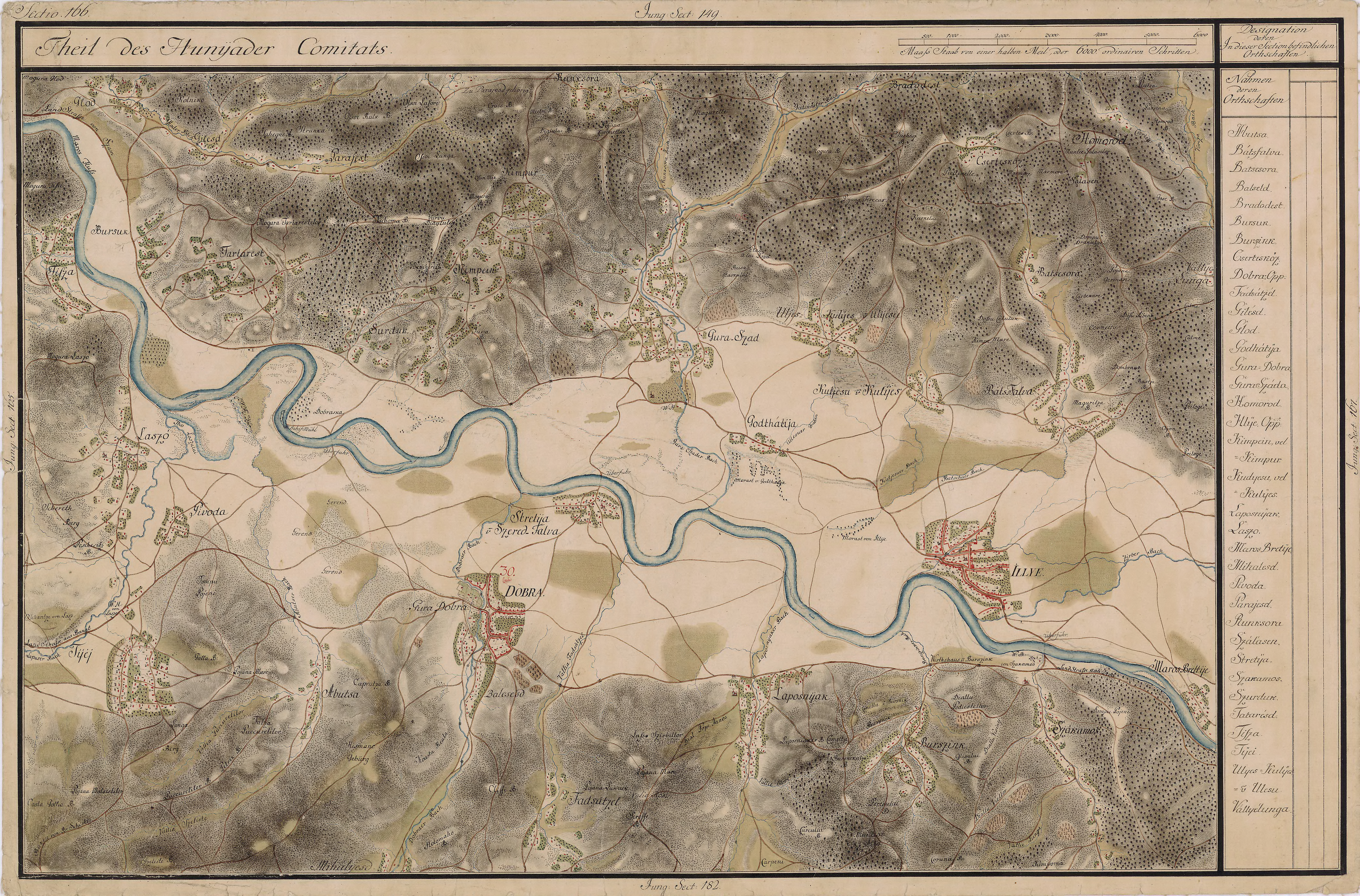
Szakamás egy régi térképen